# Mauro Staccioli

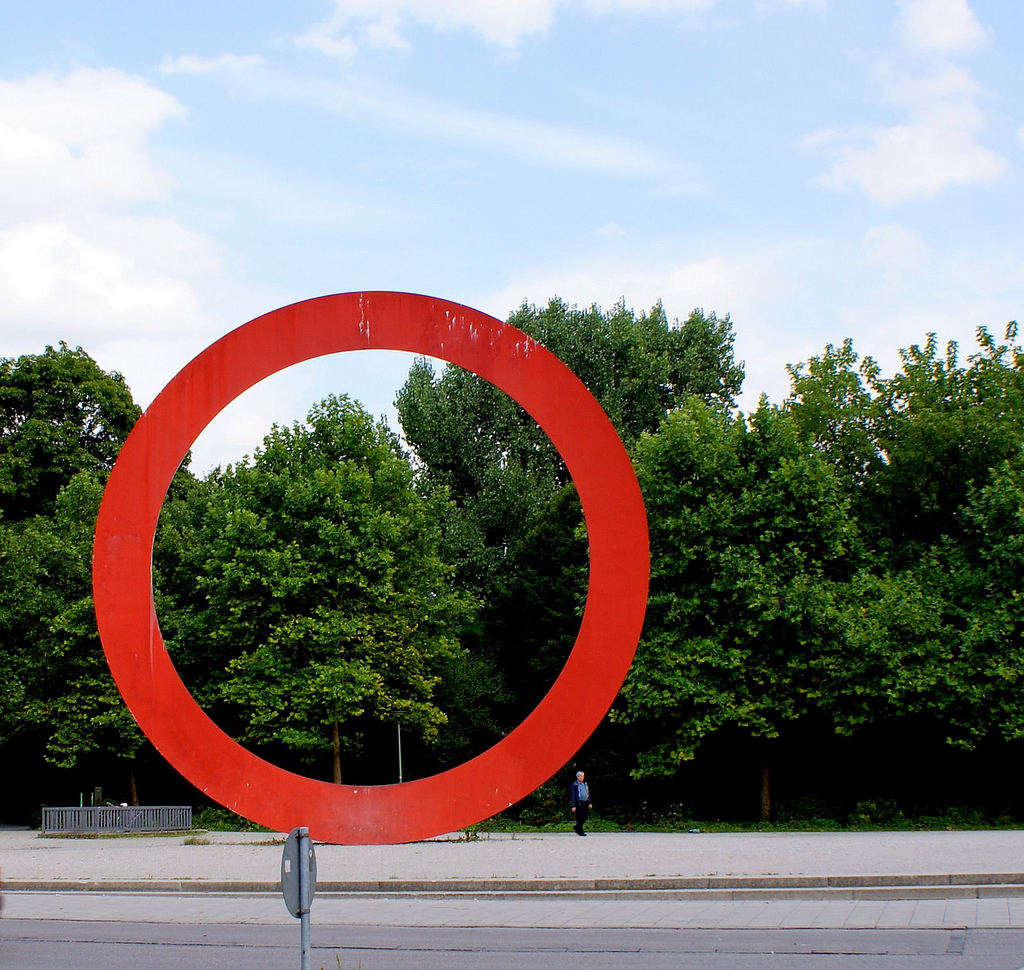
Der Ring (1996) in München

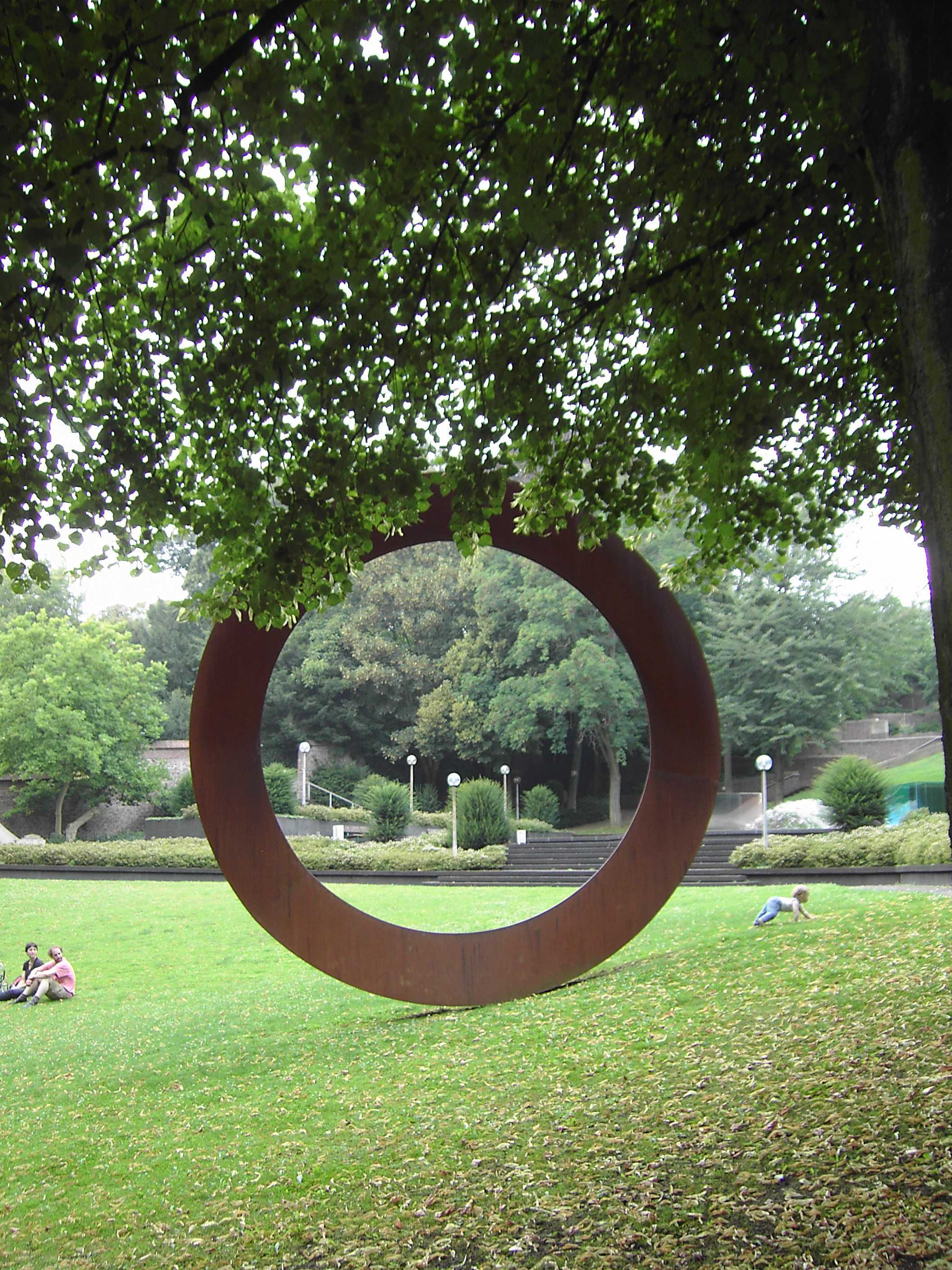
Anello (2001) in Mönchengladbach

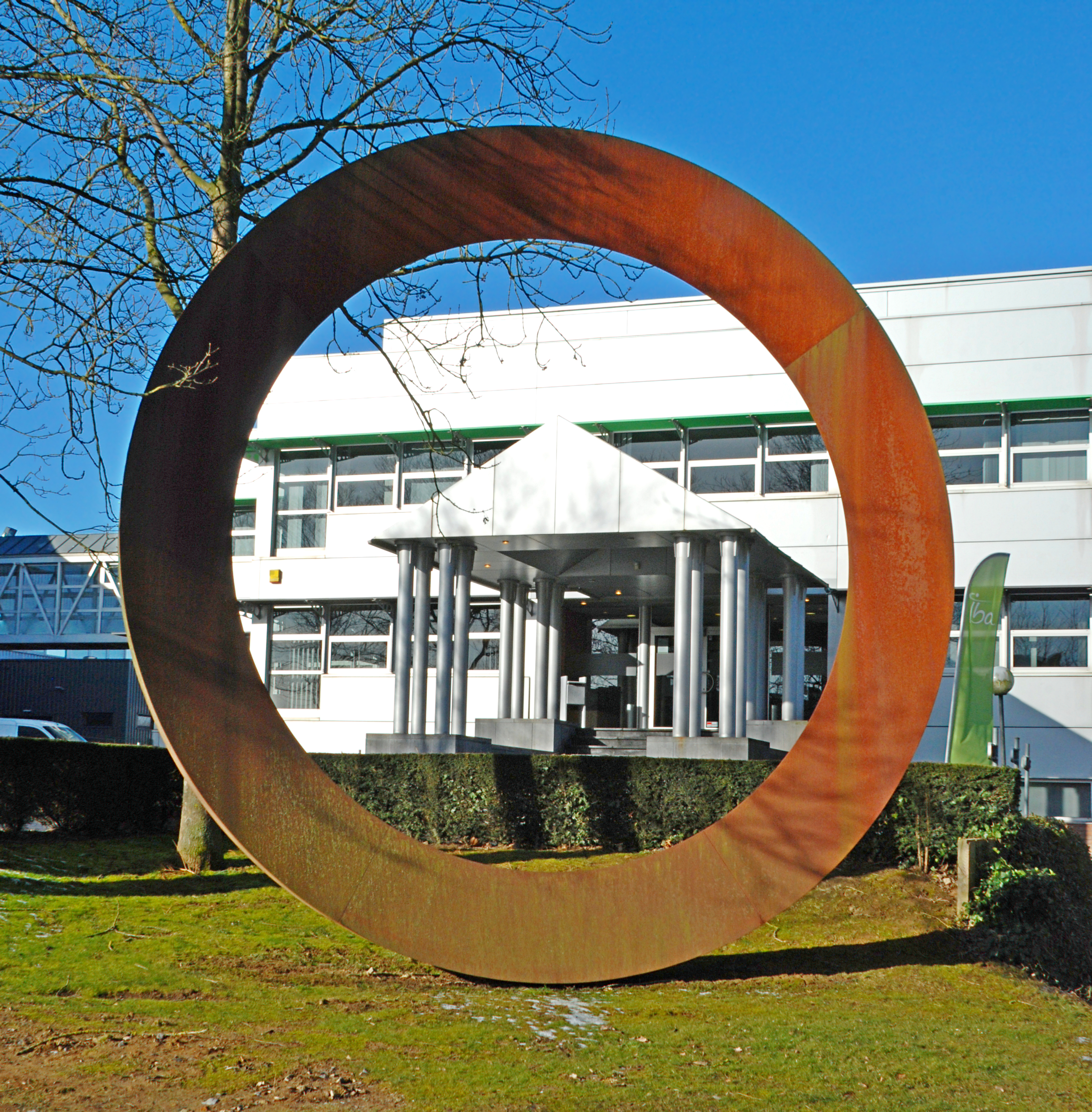
Anneau, Mauro Staccioli, Louvain-la-Neuve, Belgien

Mauro Staccioli (* 11. Februar 1937 in Volterra; † 1. Januar 2018 in Mailand) war ein italienischer Bildhauer.

## Leben
1960 zog Staccioli nach Sardinien und lehrte in Cagliari. 1963 ließ er sich in Mailand nieder, wo er 1968 am Kunst-Gymnasium Brera unterrichtete, dessen Rektor er 1974/75 und 1978/79 war. Anschließend leitete er die Kunstschule von Lovere.
1976 und 1978 war er als Vertreter Italiens zur Biennale von Venedig eingeladen. Dort fand 1978 seine provokative Arbeit Muro Beachtung: eine 8 m hohe Betonwand, die den Blick auf den Eingang zum italienischen Pavillon verstellte.
Staccioli war assoziiertes Mitglied der Königlichen Akademie der Wissenschaften und Schönen Künste von Belgien, Brüssel, und Mitglied der Accademia Nazionale di San Luca, Rom.
Staccioli lebte und arbeitete in Mailand und Volterra.

## Werk
Seine künstlerische Laufbahn begann Staccioli mit Malerei und Gravur. Zur Bildhauerei kam er Ende der 1960er Jahre, wobei er sehr früh damit begann, Skulpturen im öffentlichen Raum auszustellen, so etwa 1972 bei Sculture in città in Volterra. Mit seinen sogenannten Skulptur-Interventionen, die spezifisch auf den geographischen Aufstellungsort abgestimmt sind, zielte er auf eine veränderte Wahrnehmung des Ortes im Auge des Betrachters ab. Eine Ausstellung in Vigevano 1977 titelte denn auch Lettura di un ambiente (Das Lesen der Umgebung).
Häufig basieren Stacciolis Arbeiten auf einer einfachen geometrischen Form wie beispielsweise einem Kreisring oder -bogen oder einem Dreieck. Als Werkstoffe verwendete er oft Beton oder Stahl.

### Werke im öffentlichen Raum (Auswahl)
- 1982 Fattoria di Celle, Santomato di Pistoia[2]
- 1983 Tel-Hai. Tel Hai College, Israel
- 1988 Seul. Olympiapark, Seoul; Centro per l’Arte Contemporanea Luigi Pecci, Prato (Toskana)
- 1987–1991 Djerassi Foundation, Kalifornien
- 1991 Anello. Col d’Ordino, Ordino d’Arcalis, Andorra
- 1993 Untitled (Homage to Jack Kerouac). Pico Boulevard, Santa Monica/USA
- 1995 Parco di scultura all’aperto, Ozieri
- 1996 Triangolo. Auftrag der Europäischen Stiftung für Skulptur, Parc Tournay-Solvay, Watermaal-Bosvoorde/Brüssel; Anello (Der Ring). München; La Jolla. San Diego Museum of Contemporary Art, Kalifornien
- 1998 Equilibrio Sospeso. Rond Point de l’Europe, Watermaal-Bosvoorde/Brüssel
- 1999 Ohne Titel. Skulpturenpark Köln
- 2001 Anello. Skulpturengarten des Städtischen Museums Abteiberg, Mönchengladbach
- 2003 Camphor Taoyuan. Skulpturenpark Jiabanshan, Táoyuán/Taiwan
- 2003 Arc en ciel. Vorst
- 2004 Brufa 04. Torgiano; Arecibo. Universität von Puerto Rico
- 2008 San Casciano, Val di Pesa
- 2009 Stollo. Piazza della Biblioteca, Greve in Chianti

### Einzelausstellungen (Auswahl)
Zu den mit «K» gekennzeichneten Ausstellungen erschien ein Katalog.
- 1972 Galleria Toninelli, Mailand; Sculture in città, VolterraK
- 1977 Lettura di un ambiente, Castello Visconteo, VigevanoK
- 1984 Amherst Fine Arts Center, Universität von MassachusettsK
- 1987 La Jolla Museum of Contemporary Art, La Jolla/San DiegoK; Rotonda della Besana, MailandK
- 1991 Djerassi Foundation, Woodside/Kalifornien
- 1990 Kwachon Museum of Contemporary Art, Seoul
- 1992 Fondazione Mudima, Mailand
- 1995 Museion – Museo d’Arte Moderna, BozenK
- 1996 Museum of Contemporary Art San Diego, La Jolla; Fondation Européenne pour la Sculpture, Parc Tournay-Solvay, BrüsselK
- 2002 Fundaciò La Caixa Manresa, Manresa/Katalonien
- 2003 Mauro Staccioli. Le lieu de la sculpture. Musée Ianchelevici, La Louvière/BelgienK
- 2009/2010 Mauro Staccioli – Volterra. Luoghi d’esperienza. Volterra[3]K